# Susanne Rast
Susanne Rast (* 1962 in Rostock) ist eine deutsche Bildhauerin und Zeichnerin. Sie ist die Tochter des Bildhauers Jo Jastram und der Grafikerin Inge Jastram. Der Bildhauer Jan Jastram ist ihr älterer Bruder. Kunstwerke von ihr befinden sich im öffentlichen Raum.

## Biografie

### Ausbildung und Lehrtätigkeit
Rast absolvierte von 1980 bis 1981 eine Töpferlehre in Ahrenshoop. Sie studierte von 1981 bis 1986 Bildhauerei an der Kunsthochschule Berlin-Weißensee. Das Studium bei Jo Jastram, Rolf Biebl und Eberhard Bachmann schloss sie 1986 mit dem Diplom ab. Es folgte eine dreijährige Aspirantur bei Bachmann  mit dem Abschluss Magister Artium. Seit 1989 arbeitet sie unter dem Künstlernamen Susanne Rast als freischaffende Bildhauerin.
1990 gründete sie die private Kunstschule Kontrapunkt, 2004 die Produzentengalerie raum 5 in Berlin, 2005 die Künstlergruppe Marfa, nach dem texanischen Vorbild Donald Judds als einen Ort der Präsentation objektkünstlerischer Arbeiten, deren Charakteristik in rigoroser Reinheit und Klarheit der Form liegt. Im Jahr 2000 lehrte sie an der Technischen Universität Braunschweig, 1986–1989 an der Abendschule der Kunsthochschule Berlin-Weißensee im Fachbereich Bildhauerei.
Sie lebt und arbeitet in Marlow in Mecklenburg-Vorpommern.

### Auszeichnungen
- 2002 erhielt Rast den Kunstpreis des Herzogtums Lauenburg,[4]
- 2011 wurde sie für den Kunstpreis der Stadt Rostock für Skulptur und Objekt nominiert, 2012 für den Kunstpreis der Stadt Rostock für Skulptur und Zeichnung, 2014 für den Kunstpreis der Mecklenburgischen Versicherungsgruppe für bildende Kunst.[5]

### Werk
Das Werk von Rast umfasst sowohl Plastiken und Skulpturen als auch Handzeichnungen und Radierungen. Beide Werkgruppen stehen gleichwertig nebeneinander. Die figürliche Plastik formt sie in Gips für Bronze, schlägt sie in Marmor oder bearbeitet Holz mit Kettensäge, Stechbeitel, Holzhammer und Beil. Ihre Arbeiten fallen auf durch die Körperpräsenz der Figuren, die spannungsreichen Körper-Raum-Verhältnisse und einen sensiblen Habitus figürlicher Körperlichkeit. Sie steht mit ihrem Œuvre in der Tradition Lehmbrucks, Giacomettis, Lipchitz' und Richiers, in den gedehnten, überlängten Figuren lassen sich Anleihen an die innere Expressivität der Spätgotik erkennen. Im Mittelpunkt ihres Schaffens steht die menschliche Figur in ihrer Beziehung zu der sie umgebenden Wirklichkeit, als Ausdrucksträger von Ideen und inneren Zuständen. In ihren jüngeren Arbeiten beschäftigt sich Rast mit Menschen jenseits der Norm und versucht, deren innere Welt in den Skulpturen zu erfassen und widerzuspiegeln.

## Ausstellungen und Ausstellungsbeteiligungen (Auswahl)
- 1986 Junge Kunst – Berlin, Kulturzentrum, Paris
- 1988 Galerie Passage, Berlin; „Der Eigene Blick – Kunstwissenschaftler stellen vor“, Ephraimpalais, Berlin
- 1989 Zwischenspiele, Berlin-West; Junge Kunst Berlin – Amsterdam – Madrid, Berlin, Amsterdam und Madrid; Weißer Elefant (Gruppenausstellung), Berlin
- 1990 Kunstachse, Symposium und Ausstellung, Stockholm
- 1992 Ambiente, Internationale Kunstmesse, Frankfurt a. M.; „Risico-Design“, Galerie W. Maaß und Kunsthof, Berlin; „Hamburg Art“, Künstler der Galerie W. Maaß; Design in Europe, Amsterdam und Rotterdam
- 1993 Dresdner Sezession, Galerie Nord, Dresden
- 1994 Kulturbrauerei Berlin; Galerie W. Maaß, Berlin; Berliner Kunst, Gruppenausstellung, Berlin
- 1996 Kunstscheune Wustrow (mit R. Biebl); Galerie W. Maaß (mit R. Biebl), Berlin; Galerie am Prater (mit R. Biebl), Berlin
- 1997 Galerie am Alten Markt, Rostock; Galerie am Neuen Palais, Potsdam
- 1998 Klostergalerie Mecklenburg-Vorpommern; „Fluten. Zeichnungen – Zeitzeichen“, Berlin, New York und Chicago
- 1999 Gisselfeld, Kopenhagen; Neues Kunsthaus Ahrenshoop; Galerie am Neuen Palais, Potsdam; „Handzeichnungen“, Schleswig-Holstein-Haus, Schwerin
- 2000 Kunsthaus Elisabeth von Eicken, Mecklenburg-Vorpommern; Strandhalle, Ahrenshoop; Klostergalerie, Mecklenburg-Vorpommern
- 2001 Pro Figura, Art – Fuhrmann, Rostock
- 2002 Museum Herzogtum zu Lauenburg, Ratzeburg; Galerie im Zollhaus, Lübeck; Kunstmesse – Galerie Blaeser, Köln; Kunstmesse – Galerie Blaeser, Schwätzingen; Kunstverein Wernigerode; Galerie Peters – Barenbrock, Berlin
- 2004 Galerie Pohl, Berlin; raum5 Galerie, Berlin
- 2005 raum5 Galerie, Berlin; Kunstscheune, Wustrow
- 2007 Kunstscheune Barnsdorf, Wustrow
- 2009 Kunsthalle, Wittenhagen; Galerie Art Fuhrmann, Rostock; Galerie Eymael, Wustrow (mit Marfa); Schloss Wiligrad; Haltung bewahren. Skulpturen und Zeichnungen, Galerie am Gendarmenmarkt, Berlin
- 2011 Kunsthalle Rostock; Mecklenburgisches Kunsthaus; Schloss Plüschow; Kunstraum Heiddorf; Kunstmesse – Galerie Fuhrmann, Straßburg
- 2012 Orangerie Putbus; Kunsthalle Rostock; Kunstverein Wernigerode (mit Inge Jastram); Galerie Karger, Berlin
- 2013 Kunstkaten Ahrenshoop; Mecklenburgisches Staatstheater Schwerin; Galerie Alter Bahnhof mit Clemens Gröeszer; Galerie Karger, Berlin; Kunstmuseum Ahrenshoop
- 2014 Kunstsammlung Neubrandenburg; Zeitkunstgalerie Halle (mit Inge Jastram)
- 2016 „en face“, Skulpturen und Zeichnungen, Kunsthandel Dr. W. Karger, Berlin; „Alte Motive - Neue Details“, Plastik und Skulptur, Galerie AURIGA
- 2017 „Figur und Zeichen“, Galerie Schadow[11]
- 2019 en face II, Skulpturen und Plastiken, Kunsthandel Dr. W. Karger, Berlin[12]

## Arbeiten im öffentlichen Raum

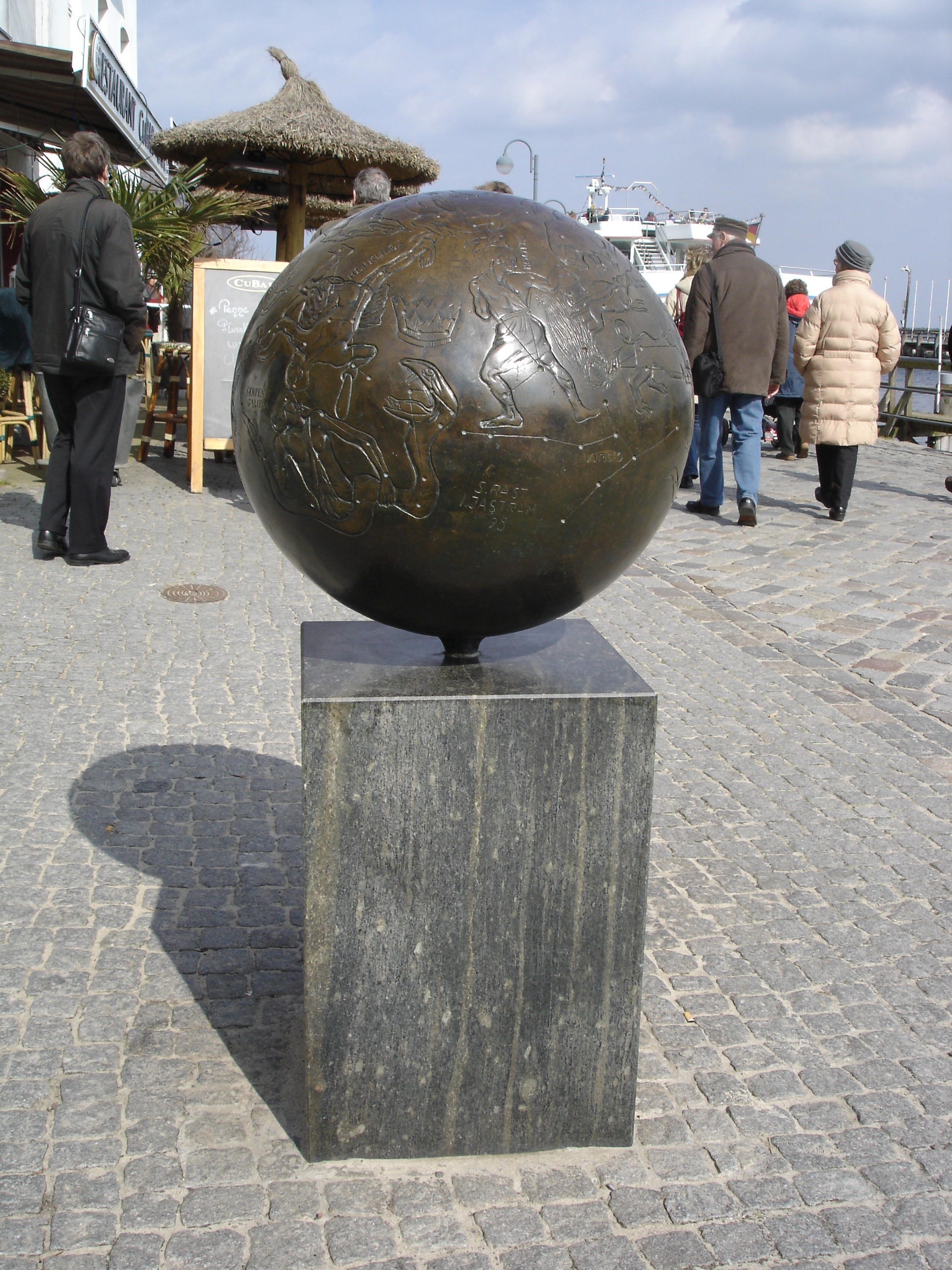
Skulptur Nördliches Firmament von Inge Jastram und Susanne Rast in Rostock – Warnemünde (1998)

- Der Weg, Atrium des ICR Rostock, Kompetenzzentrum Roggentin[13]
- Vater und Tochter, Stralsund, Berufsförderwerk
- Balance, Skulpturenpark Katzow
- Der blockierte Schritt, Gut Gütersloh
- Das Bott, Skulpturensammlung Müggenwalde, Wassermühle
- Tor und Weg, Schleswig-Holsteinische Landesbank
- Das Tor zur Welt, Wustrow, Fischland
- Nach U. R., Galerie und Restaurant Silberstein, Berlin

## Publikationen
Ausstellungskataloge und Werkverzeichnisse
- Galerie Weißer Elefant (Hrsg.), Rast, Raddatz, Alvarez, Herrmann, Killisch: Malerei, Plastik, Zeichnung. Berlin 1989.
- Galerie Raum5 Berlin (Hrsg.), Susanne Rast. Plastik, Skulptur, Zeichnung. Berlin 2005.
- Galerie im Kloster des Kunstvereins Ribnitz-Damgarten (Hrsg.), Susanne Rast, Plastik & Zeichnung. Ribnitz-Damgarten 2011, ISBN 978-3-00-036170-8.

Presse
- Beate Lemcke: „Erhabene Aura: Ausstellung mit Arbeiten von Susanne Rast“, in: Märkische Oderzeitung. 29. Dezember 2009.
- Kerstin Weinert: „Die Maxime der Bildhauerin: Haltung bewahren“, in: Berliner Zeitung. 22. Dezember 2009.
- Walter G. Goes: „Susanne Rast in der Orangerie“, in: ARTus-Kolumne „So gesehen“, 571, 2012.
- dpa: „Werke von Susanne Rast im Schweriner Theaterfoyer ausgestellt“, in: Focus. Online. Regional Rostock, 8. Februar 2014.
- Jan-Peter Schröder: „Die menschliche Figur als Spiegel der Zeit“, in: Ostsee Zeitung. 29. Oktober 2014.
- „Hartes Holze, zarte Mienen. Susanne Rast zeigt ihre neuen Skulpturen im Kunsthandel Wilfried Karger“, in: Tagesspiegel, KUNST_MARKT, 2. Januar 2016.
- Matthias Schümann: „Mit Beil und Feile: Seelenschau in Skulpturen“, in: NDR Kultur, 23. Juli 2019.

Radio
- „Haltung bewahren“. Skulpturen und Zeichnungen von Susanne Rast. Eine Ausstellung in der Galerie am Gendarmenmarkt. radio eins, Airdate, 27. November 2009.